# Jean-Jacques Radonamahafalison
Jean-Jacques Radonamahafalison (ur. 20 sierpnia 1978) – madagaskarski piłkarz grający na pozycji pomocnika. W swojej karierze rozegrał 19 meczów i strzelił 2 gole w reprezentacji Madagaskaru.

## Kariera klubowa
Swoją karierę piłkarską Radonamahafalison rozpoczął w klubie Sirama Namakia. Zadebiutował w nim w 1996 roku. W latach 1998–2000 występował w AS Fortior, z którym w sezonach 1999 i 2000 dwukrotnie został mistrzem Madagaskaru. W 2002 roku najpierw grał w Léopards de Transfoot, a następnie w reuniońskim AS Marsouins. W latach 2003–2006 był piłkarzem Saint-Pauloise FC. W 2006 roku zdobył z nim Puchar Reunionu. W latach 2007–2010 był graczem AS Marsouins, w którym zakończył karierę. W 2007 roku sięgnął z nim po Puchar Reunionu.

## Kariera reprezentacyjna
W reprezentacji Madagaskaru Radonamahafalison zadebiutował 3 października 1998 roku w zremisowanym 1:1 meczu kwalifikacji do Pucharu Narodów Afryki 2000 z Kenią, rozegranym w Kasarani. Od 1998 do 2003 wystąpił w kadrze narodowej 19 razy i strzelił 2 gole.